# ایه‌رو (مجموعه تلویزیونی)
ایه‌رو (اسپانیایی: Hierro‎) یک مجموعهٔ تلویزیونی معمایی اسپانیایی-فرانسوی است که در سال ۲۰۱۹ منتشر شد.

## بازیگران
- کاندلا پنیا
- داریو گراندینتی
- مونیکا لوپس
- آنتونیا سن خوان
- ماتیاس وارلا
- خوان کارلوس بئیدو
- آئینا کلوتت